# Gerd Kristiansen

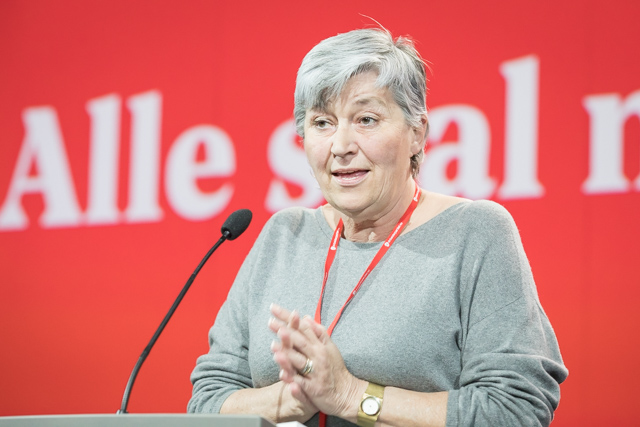
Gerd Kristiansen, 2017

Gerd Kristiansen (* 1. August 1955 in Harstad) ist eine norwegische Gewerkschafterin. Von 2013 bis 2017 war sie Vorsitzende des Gewerkschaftsdachverbands Landsorganisasjonen i Norge (LO).

## Leben
Kristiansen stammt von der nordnorwegischen Insel Hinnøya, wo sie auf einem Bauernhof aufwuchs. Sie besuchte zunächst eine Hauswirtschaftsschule, bevor sie auf einem Fischerboot zu arbeiten begann. Anschließend machte sie eine Ausbildung zur Pflegerin im Gesundheitswesen und arbeitete als solche in Tromsø. Sie begann sich in dieser Zeit in Gewerkschaften und in der Arbeitnehmervertretung zu engagieren. Zehn Jahre lang war sie für die Gewerkschaft Norsk Helse- og Sosialforbund in Troms tätig. Kristiansen wurde 2002 zur stellvertretenden Vorsitzenden des Verbands gewählt. Die Gewerkschaft ging im Jahr 2003 im Rahmen einer Fusion in den neu gebildeten Fagforbundet über, eine Unterorganisation des Gewerkschaftsdachverbands Landsorganisasjonen i Norge (LO). Im Fagforbundet wurde sie Teil der für den Bereich Arbeit zuständigen Arbeitsgruppe. Kristiansen wurde 2005 zur ersten stellvertretenden Vorsitzenden des Fagforbundets gewählt. Im Jahr 2009 erfolgte ihre Wahl zur stellvertretenden Vorsitzenden der LO.
Im Mai 2013 wurde sie einstimmig zur neuen Vorsitzenden der LO gewählt. Im Herbst 2013 kam es zur Bildung der bürgerlichen Regierung Solberg. Kristiansen erklärte 2017, dass sie wohl die bisher schwierigste Zeit aller Vorsitzenden gehabt hätte, da es zuvor noch nie eine soweit rechts angesiedelte Regierung gegeben habe. Ihre Zeit als Vorsitzende endete im Mai 2017, als sie nicht erneut zur Wahl antrat. Neben ihrer Tätigkeit als LO-Vorsitzende saß sie von 2014 bis 2017 im Vorstand der sozialdemokratischen Arbeiderpartiet (Ap).